# Susa Walter
Sophia (Susa) Helene Walter (* 20. Februar 1874 in Dorpat, Gouvernement Livland; † 21. Oktober 1945 in Altentreptow) war eine deutsch-baltische Malerin des Impressionismus.

## Leben
Walter wuchs als Tochter des Dr. med. Piers Uso Walter und seiner Frau Wilhelmine, geborene Walter, in Dorpat auf, wo sie die Höhere Mädchenschule besuchte. Eine ihrer Mitschülerinnen war die spätere Schriftstellerin Theophile von Bodisco. Nach einem Zeichen- und Malunterricht bei Julie Wilhelmine Hagen-Schwarz ging Walter in den Jahren 1895 bis 1897 auf die Kunstschule in Berlin. Dort erhielt sie eine Ausbildung in verschiedenen Zweigen des Kunstgewerbes und legte das Zeichenlehrer-Examen ab. Unterricht nahm sie in Berlin auch bei Walter Leistikow, Clara von Sivers und Friedrich Stahl. 1897 ging sie nach Riga, um als Zeichen-, Mal- und Kunstgewerbe-Lehrerin zu arbeiten. Zu ihren Schülern zählen Rolf von Hoerschelmann, Jutta Balk und Olly Wendt. Zu ihrem Rigaer Freundeskreis gehörte die Malerin Selma Plawneek. Walter unternahm eine Reihe von Reisen, nach England, Schweden, Italien und mehrfach nach Paris. Außer als Lehrerin und Malerin trat sie durch Vorträge zu kunst- und kulturgeschichtlichen Themen und durch Kritiken in Rigaschen Zeitungen in Erscheinung. Zuletzt wohnte sie im Wartheland, 1945 im Reichsgau Sudetenland, dann befand sie sich auf der Flucht, bei der sie mehrfach ausgeplündert wurde. Wenige Monate nach Ende des Zweiten Weltkriegs starb sie in einem Altentreptower Flüchtlingslager an Fleckfieber.

## Werk (Auswahl)
Walter gilt als eine Vertreterin der impressionistischen Malerei. Sie schuf Landschaften und Blumenstücke, letztere meist in Tempera. Ein Manuskript mit dem Titel Die konstanten Elemente der Kunst (1945) ist verschollen.
- Der Schlag, Tempera
- Der Frühling, Tempera
- Nordische Nacht, Ölgemälde[3]